# Senti, amore mio
Senti, amore mio (The Three Ages) è un film del 1923 diretto da Buster Keaton: conosciuto in Italia anche come L'amore attraverso i secoli, per dichiarazione dello stesso regista/attore è una parodia di Intolerance di David Wark Griffith.

## Trama
Preistoria: l'amore tra due giovani è osteggiato dai genitori della ragazza e dalla presenza di un rivale, a cui la ragazza è promessa sposa. La medesima situazione si ripete nell'antica Roma e nel Novecento. Rifiutato, il giovane protagonista si rivolge prima a una maga, poi a un astrologo e poi alla fortuna di una margherita: ubriacatosi, sfida il rivale a un combattimento con la clava, una corsa con le bighe e, in tempi moderni, a una partita di football americano. Alla fine il suo amore trionfa e sposa la ragazza.